# ヴァルテンベルク (ヘッセン)
ヴァルテンベルク (ドイツ語: Wartenberg) は、ドイツ連邦共和国ヘッセン州フォーゲルスベルク郡の町村（以下、本項では便宜上「町」と記述する）である。

## 地理

### 位置
この町は、フォーゲルスベルク山地の東の支脈沿い、バロック都市フルダから西に約 17 km、ラウターバッハ (ヘッセン)から南東に約 8 km の森が豊かな中低山地地形に位置する。町域は、海抜 248 m から 494 m に広がっている。町内の森林面積は 22.05 km2 (56 %) に及ぶ。町内をラウター川が流れている。この川は、バート・ザルツシュリルフでアルテフェルト川とともにシュリッツ川に合流する。ヴァルテンベルクにおける主な風向きは北東および南西である。風が弱く、気圧の高い時期、特に夏期から冬には、谷は霧を生じやすくなる。また、夕方になると、濃密な森の斜面を通って、純粋で新鮮な森の空気が流れ込む。特に蒸し暑い日の夕方には、冷えた空気を実感できる。この町のすぐ近くから「ホーアー・フォーゲルスベルク自然公園」が始まる。

### 隣接する市町村
ヴァルテンベルクは、北はシュリッツ（フォーゲルスベルク郡）、東はバート・ザルツシュリルフおよびグローセンリューダー（ともにフルダ郡）、南はヘルプシュタイン、西はラウターバッハ (ヘッセン)（ともにフォーゲルスベルク郡）と境を接している。

### 自治体の構成
自治体ヴァルテンベルクは、アンガースバッハとランデンハウゼンの 2地区からなる。

## 歴史

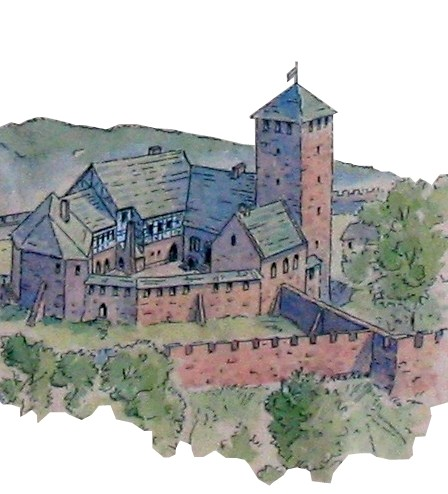
ヴァルテンベルク城復元図

この地域の入植の歴史は紀元前にまで遡るが、エーバーハルディ文書にアンガースバッハとランデンハウゼンの最初の記録が遺された812年9月20日がこの町の歴史の公的な出発点と見なされる。したがって、812年から1200年を数える。1114年のフルダ文書には、ハインリヒ・フォン・ランデンハウゼンとその息子ヘロルト・フォン・ランデンハウゼンの名が記されている。
12世紀にもフォン・ランデンハウゼン一門は変わらず存続していた。同じ文書にフォン・アンガースバッハ家も名前が挙げられている。ランデンハウゼン家とアンガースバッハ家とは親密な関係にあった。12世紀から13世紀にかけて、両集落はヴァルテンベルク貴族家一門の支配下に置かれた。その城は1220年頃にフリードリヒ・フォン・アンガースバッハ（1232年以降はフリードリヒ・フォン・ヴァルテンベルクと名乗った）によってアンガースバッハ集落のヴァルテンバッハの丘に建設された。しかしその防衛施設は、1265年に修道院長バルト2世フォン・ライボルツの軍勢によって破壊された。修道院の代官ツィーゲンハイン伯とフェーデを戦っており、ヴァルテンベルク家はツィーゲンハイン伯配下の下級代官であった。こうしてヴァルテンベルク家は 13世紀末に滅んだ。ヴァルテンベルク家の所領は、そのすべての権利とともに姻戚関係にあったアイゼンバッハ家が相続した。この頃からリーデゼル騎士家がこの地方に興り、何世紀にもわたって活動した。
18世紀から19世紀にはこの地域から多くの人々が移民となって流出した。
両集落からも多くの犠牲者を出した第二次世界大戦後の重要な仕事は、村の生活を再建することであった。特に、旧ドイツ東部領土からの被追放民を村の生活に取り込むことであった。
自治体ヴァルテンベルクが現在の形になったのは、市町村再編に伴って1972年にそれまで独立した自治体であったアンガースバッハとランデンハウゼンが合併した事による。1972年8月1日の町議会決議によりアンガースバッハとランデンハウゼンから新たな合併自治体ヴァルテンベルクが成立した。この新しい町の初代町長はアンガースバッハのカール・ハンス・ロートであった。ヴァルテンベルク城趾が合併後の町名と、1978年に制定された紋章の由来である。2007年6月にこの町は、合併 35周年を祝った。

## 行政

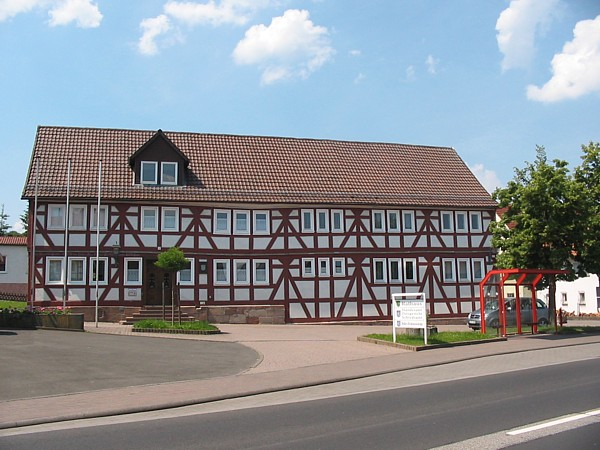
ヴァルテンベルクの町役場

### 議会
ヴァルテンベルクの町議会は、19議席からなる。
町政指導部は 7名で構成される。

### 紋章
青地、または緑地に向かって左上から右下に銀の斜め帯。その右側に金の星が浮かぶ。
ヴァルテンベルクの町の紋章は、かつてヴァルテンベルク城に住んだフォン・ヴァルテンベルク家を象徴している。

## 宗教

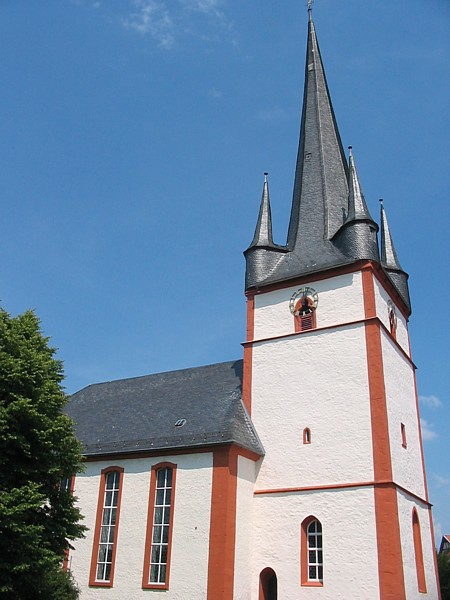
アンガースバッハのプロテスタント教会

### プロテスタント
ヴァルテンベルクの住民の多く（約 7,000人 = 72 %）がプロテスタント教会に属す。ヴァルテンベルクにはそれぞれアクティブな教会組織を持つプロテスタントの教会堂が 2つある。両組織とも、ヘッセンおよびナッサウ・プロテスタント教会に属す。アンガースバッハのプロテスタント教会は、ゴシック教会で、1764年に最後の改築が行われた。ランデンハウゼンのプロテスタント教会堂は 1748年10月14日に完成した。
クリスコーナ地方教会組織がランデンハウゼンにある。

### カトリック教会
これに加えて、600人以上（= 16 %）の住民がローマ・カトリック教会に属している。アンガースバッハとランデンハウゼンの分教会は、マインツ司教区の聖ペテロ・聖パウロ・ラウターバッハ＝シュリッツ小教区に属す。アンガースバッハ分教会は、1962年12月16日に独自の教会堂を得た。さらにランデンハウゼンの分教会は、1973年に近代的な礼拝堂を建設した。
約 500人が、その他の宗派や宗教を信仰している。
- ランデンハウゼンのプロテスタント教会とその門
- ヴァルテンベルクのカトリック教会
- ランデンハウゼンのカトリック教会

## 文化と見所

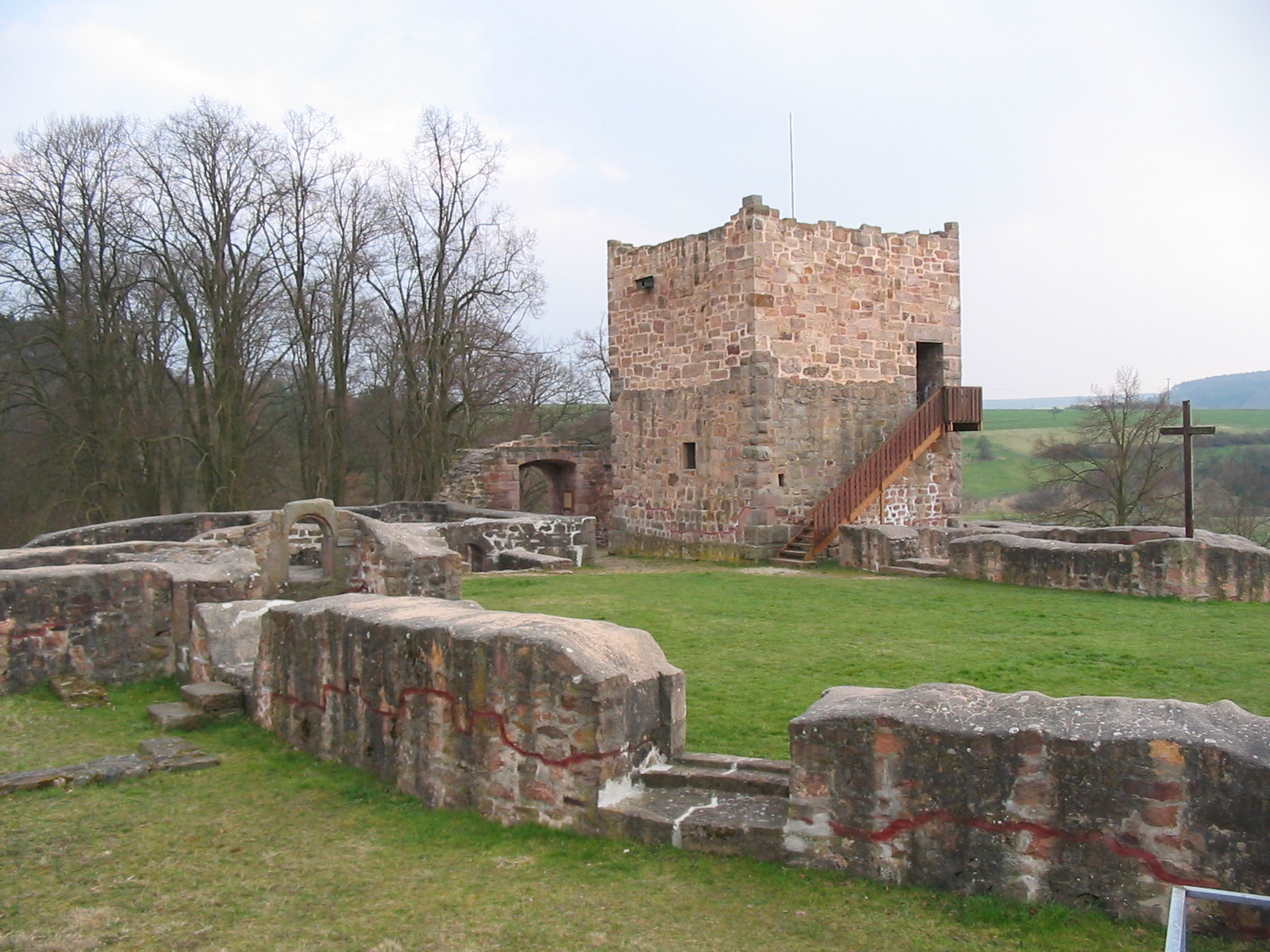
ヴァルテンベルク城趾

### 建造物
- ヴァルテンベルク城趾。ホーエンシュタウフェン朝時代の城趾。1220年頃にフリードリヒ・フォン・アンガースバッハ（1232年からはフリードリヒ・フォン・ヴァルテンベルクと名乗る）がヴァルテンベルクの丘にこの城を築いた。
- ヴァルテンベルク OVAL。ヴァルテンベルク OVALは、展示場および多機能建造物の複合体である。800 m2 の大ホールは、その附属空間とともに近代的な建物内にあり、地元企業の展示会や懐疑、文化・情報イベントに利用されている。2003年4月に建設が開始され、2004年9月に開館した。
- アンガースバッハのプロテスタント教会。ゴシック様式の教会で、1763年に最後の改築がなされた。最も古い部分である教会塔は、500年以上前のものである。ここには重要な芸術作品がある。12世紀に塔の内側に描かれた、聖ゲオルクのフレスコである。
- ランデンハウゼンのプロテスタント教会。1748年10月14日に完成した。西の入口上にリーデゼル・ツー・アイゼンバッハ男爵の紋章を象った美しい石彫が掲げられている。教会の敷地は壁で囲まれており、1588年の丸アーチ型の門が設けられている。祭壇前の洗礼盤は、1661年に製作された。
- ランデンハウゼンのカトリック教会。1967年から1973年までラウターバッハで司祭を務めたフリードリヒ・ファスハウアーは、この建物のために参事会を設けた。シュタインヴェク 8番地に集会所を備えた近代的な礼拝堂が建設され、1973年2月11日にマインツ補佐司教ヴォルフガング・ロリーによって聖別された。
- アンガースバッハのカトリック教会。1962年12月16日にマインツの聖堂参事会員フィンクによって「聖霊教会」と名付けられ神に奉献された。アンガースバッハの教会は、2006年の内装修復によって装飾的な建築となった。マインツの画家でグラフィックデザイナーのアロイス・プルムのデザインに基づいて装飾がなされた。

- ヴァルテンベルク OVAL
- アンガースバッハのプロテスタント教会入り口上に掲げられたリーデゼル家の紋章
- ランデンハウゼンのプロテスタント教会の門とその外側に建つ木組み建築

### 音楽
- ランデンハウゼン音楽協会 e.V.[4]、1909年設立
- ランデンハウゼン男声合唱団1891[5]、1891年設立
- アンガースバッハ男声合唱団「アイントラハト」[6]、1919年設立
- ヴォーカルアンサンブル・コントラスト[7]、1997年設立

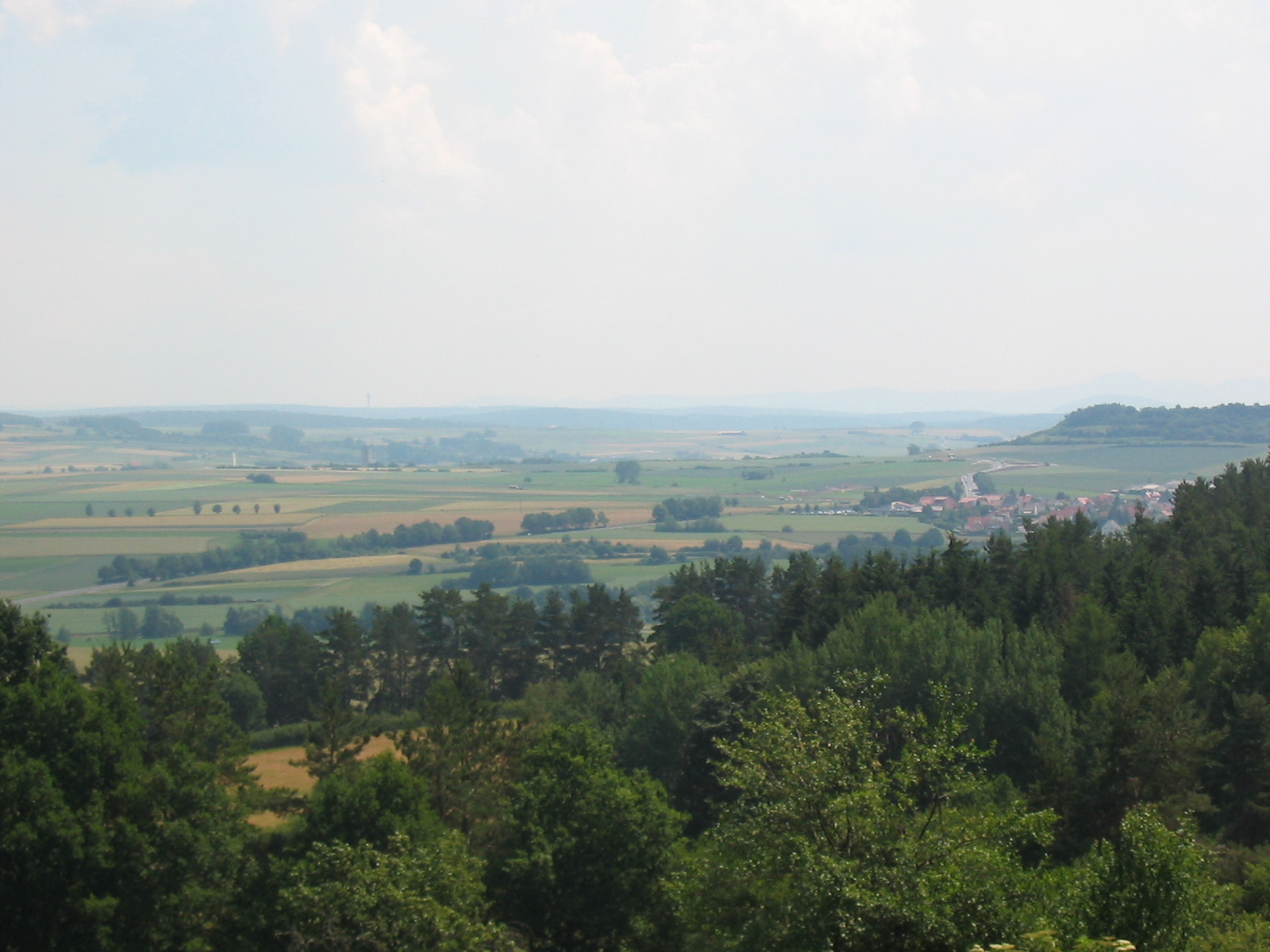
郡立青年の家、テントキャンプ場からの眺望

### 郡立青年の家とテントキャンプ場
ヴァルテンブルクのランデンハウゼン地区、ラウターバッハ川とフルダ川との間、集落の高台にあたる森の外れの静かな場所に、1958年に郡立青年の家とテントキャンプ場が設けられた。その場所からは、レーン山地（ヴァッサークッペ、プフェルツコプフ、ミルゼブルク）を背景にフルダ地方が一望できる。郡立青年の家には 61人が収用できる。設備としては、食堂のある青少年ホーム、3つのセミナー室、写真ラボ、作業室、メディア・セミナー施設がある。郡立青年の家の近くに、24張りのテント、220人の宿泊スペースがある。敷地内には人工照明を備えたサッカーグランドもある。また、キャンプファイアー場やグリル施設もある。
- 郡立青年の家
- テントキャンプ場

### 屋外プール
郡立青年の家とテントキャンプ場の開設は、1年後にランデンハウゼンに青少年や住民のための野外プールを建設する契機となった。このプールは町の重要な構成要素となり、2面のサッカーグランド、体育館、乗馬施設があるスポーツセンターに隣接している。このプールは、テントキャンプ場利用者、町の住民、周辺地域の多くの人々が訪れる。プールには、飛び込み台のある水泳プール、非水泳プール、子供プールがある。

### 自転車道
アンガースバッハ地区を以下の自転車道が通っている。
- ヴルカーン自転車道。ヴェッテラウ地方のアルテンシュタットからラウターバッハまで旧フォーゲルスベルク鉄道の軌道跡を通っており、後にシュリッツまで延長された。
- ヴルカーン自転車道は、バーンラートヴェク・ヘッセンの一部である。これはハーナウから旧鉄道跡をフォーゲルスベルク山地やレーン山地を通る約 250 km の自転車道である。
- ヘッセン広域自転車道 R2号線（フィーア・フリュッセ・ツアー = 「4つの川のツアー」）は、ビーデンコプフを起点として、ラーン川、ラウター川、リューダー川、フルダ川を通って、シュペッサルト山地のジンタールまで 202 km 以上の自転車道である。
- ヘッセン広域自転車道 R7号線は、フォーゲルスベルク山地を通ってヴェラ川とタウヌス山地とを結んでいる。
- 地域的なテーマルートであるギプフェルツアーはレーン山地のヴァッサークッペとフォーゲルスベルク山地のホーエローツコプフとを結んでいる。

### 年中行事
ヴァルテンベルクは様々な祝祭行事のある町である。以下の行事が定期的に開催されている。
- 2月: 「フッツェルホイアー」（モミの毬果焼き）が、1990年以降毎年灰の水曜日の次の日曜日にランデンハウゼンで古い習慣に従って焚かれる。
- 5月: 「ブルクフェスト」（城祭）が毎年5月1日にアンガースバッハ地区ヴァルテンバッハ城の敷地内で開催される。
- 5月: 聖霊降臨祭の期間中、ランデンハウゼンでは大規模な馬術競技大会が開催される。
- 8月: 2年毎に「マーケットと競技大会付きの乗馬祭」がヴァルテンベルク城で開催される。
- 9月/10月: 教会外聖別された日を記念する「教会開基祭」が毎年、アンガースバッハでもランデンハウゼンでも行われている。
- 11月: 2年毎にランデンハウゼンのプロテスタント教会で地元音楽サークルの「クリスマス前コンサート」が開催される。
- 11月/12月: アンガースバッハのプロテスタント教会周辺では、11月末から「ヴァルテンベルク・クリスマスマーケット」が開催される。

## 経済と社会資本

### 経済状況
アンガースバッハ地区でのヴァルテンベルク産業地区の開発によって、この町の主要産業は、元の農業から第2次、第3次産業へ発展してきた。産業構造は、様々な分野の企業で構成されている。その結果木工分野の製造業者の他、電子産業、機械製造や電子データ処理分野の企業も定着した。さらに、大規模ショッピングセンターや小売業、種々の手工業者やサービス業者もある。ヴァルテンベルクには 200以上の登記されている。その中でも主要な経済分野は、民間サービス業、手工業、小売業である。
バイパス道路が、連邦道 B254号線の両地区における慢性的な交通渋滞を緩和すると期待される。東部および南東部の産業地区およびアンガースバッハの産業地区は新しいバイパス道路に直接面することとなる。
ヴァルテンベルク＝アンガースバッハに本社を置く、地域を超えて有名な企業としては、釣り用品やスポーツ用品の開発、製造、販売を行っている　BALZER 釣り具 GmbH が挙げられる。

### 交通
この町は、アルスフェルトを通ってフルダに至る連邦道 B254号線沿いに位置しており、この連邦道を経由して連邦アウトバーン A5号線および A7号線に接続する。フランクフルト空港はヴァルテンベルクから 129 km の距離にある。
- 鉄道 ギーセン - フルダ線（フォーゲルスベルク鉄道）のアンガースバッハ駅がある。
- この路線を使い、フルダ駅でドイツ鉄道 AGの ICE 網に接続する。

ヴァルテンベルク（アンガースバッハおよびランデンハウゼン）には、地方近郊交通会社であるオーバーヘッセン交通会社 mbH の停車場があり、隣接するライン＝マイン＝交通連盟 GmbH (RMV) との乗換点になっている。

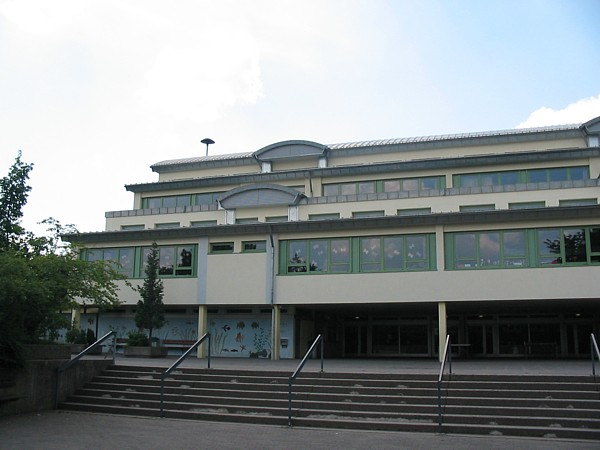
ミッテルプンクトシューレ

### 教育
- 基礎課程、本課程学校: ミッテルプクトシューレ・アンガースバッハ（MPS-アンガーバッハ）
- 市民大学: フォーゲルスベルク郡の市民大学の分校
- 幼稚園: アンガースバッハ幼稚園とランデンハウゼン幼稚園で、合わせて 150人の園児がいる。

## 引用
1. ↑  Hessisches Statistisches Landesamt: Bevölkerung in Hessen am 31.12.2023 (Landkreise, kreisfreie Städte und Gemeinden, Einwohnerzahlen auf Grundlage des Zensus 2011)]
2. ↑  2011年3月27日の町議会議員選挙結果、ヘッセン州統計局（2012年7月27日 閲覧）
3. ↑  アンガースバッハのプロテスタント教会
4. ↑  ランデンハウゼン音楽協会（2012年7月28日 閲覧）
5. ↑  MGV 1891 ランデンハウゼン（2012年7月28日 閲覧）
6. ↑  アイントラハト・アンガースバッハ（2012年7月28日 閲覧）
7. ↑  アンガースバッハ・プロテスタント教会: ヴォーカルアンサンブル・コントラスト（2012年7月28日 閲覧）